# 1589
1589 (MDLXXXIX) fue un año común comenzado en domingo según el calendario gregoriano y un año común comenzado en miércoles según el calendario juliano.

## Acontecimientos

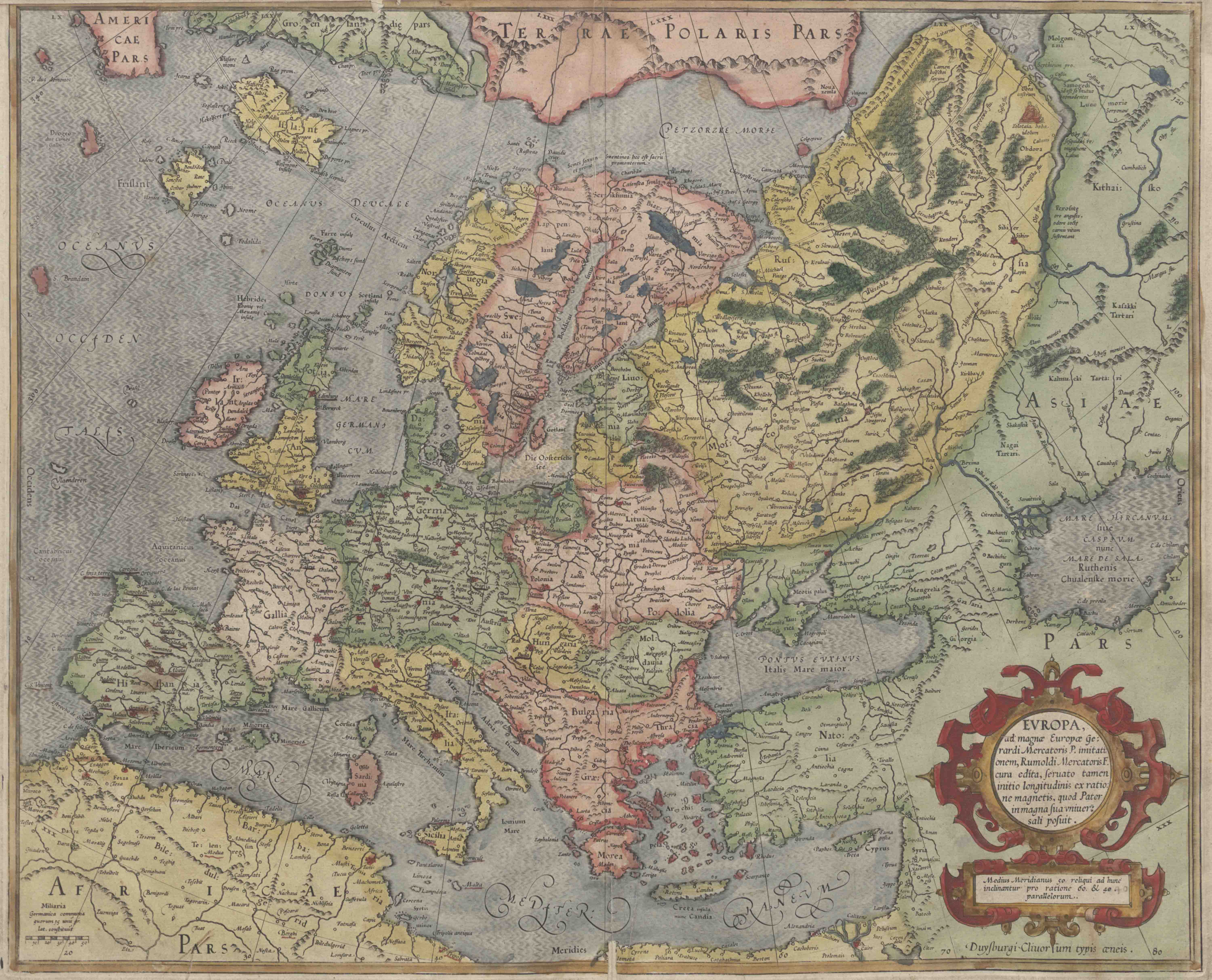
Europa en 1598, (Mercator).

- Fundación de la ciudad rusa de Tsaritsyn, actual Volgogrado.
- Se libra la batalla de Arques en el marco de las guerras de religión de Francia.
- Francis Drake y John Norreys dirigen una expedición militar contra España, en el transcurso de la guerra anglo-española de 1585-1604.
- El comerciante flamenco Juan Bartolomé Avontroot, comienza a divulgar ideas protestantes en las islas Canarias.

## Arte y literatura
- Teatro isabelino*
  - Christopher Marlowe.
    - El judío de Malta.
- Publicación de la tercera parte y final de La Araucana de Alonso de Ercilla.
- Domenico Fontana termina la iglesia de San Luis de los Franceses (Roma).
- Juan de castellanos escribe alegias de varones ilustres.

## Nacimientos
- 5 de enero: Manuel de Villegas, poeta y escritor español.
- 7 de octubre: María Magdalena de Austria, gran duquesa de Toscana (f. 1631)
- Kösem Sultan, esposa legal de Ahmed I y madre de Murad IV e Ibrahim I, fue la primera de los dos mujeres de la historia otomana en ser nombrada regente oficial de 1623 a 1632.

## Fallecimientos
- 5 de enero: Catalina de Médici, reina de Enrique II de Francia (n. 1519)
- 25 de noviembre: Agustín Gormaz Velasco, religioso español (n. 1508)
- 2 de agosto: Enrique III, rey de Francia